# Plouezoc'h
Plouezoc'h é uma comuna francesa na região administrativa da Bretanha, no departamento Finisterra. Estende-se por uma área de 15,78 km². Em 2010 a comuna tinha 1 660 habitantes (densidade: 105,2 hab./km²).